# Leucocarbo bougainvillii
Leucocarbo bougainvillii е вид птица от семейство Phalacrocoracidae. Видът е почти застрашен от изчезване.

## Разпространение
Разпространен е в Чили, Еквадор и Перу.